# Europese kampioenschappen acrobatische gymnastiek 2021
De Europese kampioenschappen acrobatische gymnastiek 2021 waren door European Gymnastics georganiseerde kampioenschappen voor acrogymnasten. De dertigste editie van de Europese kampioenschappen vond plaats van 29 september tot 3 oktober 2021 in het Italiaanse Pesaro.

## Resultaten

### Duo's
| Dames      |                                       |                                     |                                       |
| Discipline | Goud                                  | Zilver                              | Brons                                 |
| All round  | Rita Ferreira Ana Teixeira            | Almog Green Maayan Zunenshine       | Viktoriia Kozlovska Taisiia Marchenko |
| Balans     | Rita Ferreira Ana Teixeira            | Amina Omari Diana Korotaeva         | Almog Green Maayan Zunenshine         |
| Tempo      | Viktoriia Kozlovska Taisiia Marchenko | Almog Green Maayan Zunenshine       | Rita Ferreira Ana Teixeira            |
| Heren      |                                       |                                     |                                       |
| Discipline | Goud                                  | Zilver                              | Brons                                 |
| All round  | Timofei Ivanov Maksim Karavaev        | Samuel Large Sammi Nassman          | Artsiom Yashchanka Aliaksei Zayats    |
| Balans     | Timofei Ivanov Maksim Karavaev        | Samuel Large Sammi Nassman          | Artsiom Yashchanka Aliaksei Zayats    |
| Tempo      | Timofei Ivanov Maksim Karavaev        | Danylo Stetsiuk Bohdan Pohranychnyi | Samuel Large Sammi Nassman            |
| Gemengd    |                                       |                                     |                                       |
| Discipline | Goud                                  | Zilver                              | Brons                                 |
| All round  | Victoria Aksenova Kirill Startsev     | Raziya Seyidli Rahimov Aghasif      | Pia Schuetze Daniel Blintsov          |
| Balans     | Victoria Aksenova Kirill Startsev     | Pia Schuetze Daniel Blintsov        | Natasha Hutchinson Dylan Howells      |
| Tempo      | Victoria Aksenova Kirill Startsev     | Luz Lupianez Ismael Medina          | Raziya Seyidli Rahimov Aghasif        |

### Groep
| Dames      |                                                                      |                                                                |                                                                |
| Discipline | Goud                                                                 | Zilver                                                         | Brons                                                          |
| All round  | Daria Tikhomirova Sofia Polishchuk Daria Chebulanka                  | Kim Bergmans Bo Hollebosch Lise De Meyst                       | Francisca Sampaio Maia Francisca Maia Bárbara Sequeira         |
| Balans     | Daria Tikhomirova Sofia Polishchuk Daria Chebulanka                  | Francisca Sampaio Maia Francisca Maia Bárbara Sequeira         | Krystsina Lishova Darya Ivaniutsenka Hanna Katsuba             |
| Tempo      | Daria Tikhomirova Sofia Polishchuk Daria Chebulanka                  | Maria Mendes Raquel Fernandes Mariana Rocha                    | Kim Bergmans Bo Hollebosch Lise De Meyst                       |
| Heren      |                                                                      |                                                                |                                                                |
| Discipline | Goud                                                                 | Zilver                                                         | Brons                                                          |
| All round  | Amir Daus Lior Borodin Tomer Offir Hen Banuz                         | Simon De Wever Wannes Vlaeminck Jonas Raus Viktor Vermeire     | Stanislav Kukurudz Yuriy Savka Yurii Push Taras Yarush         |
| Balans     | Bogdan Makeev Viktor Grechukhin Dmitrii Slabukha Vadim Nabiev        | Simon De Wever Wannes Vlaeminck Jonas Raus Viktor Vermeire     | Andrew Morris-Hunt Bradley Gold Finlay Gray Archie Goonesekera |
| Tempo      | German Kudriashov Kirill Zadorin Valeriy Tukhashvili Mikhail Vikhrov | Andrew Morris-Hunt Bradley Gold Finlay Gray Archie Goonesekera | Amir Daus Lior Borodin Tomer Offir Hen Banuz                   |

1978 ·
1979 ·
1980 ·
1982 ·
1984 ·
1985 ·
1986 ·
1987 ·
1988 ·
1989 ·
1990 ·
1991 ·
1992 ·
1993 ·
1994 ·
1995 ·
1996 ·
1997 ·
1999 ·
2001 ·
2003 ·
2005 ·
2007 ·
2009 ·
2011 ·
2013 ·
2015 ·
2017 ·
2019 ·
2021 ·